# Хазанюк, Дениза Германовна

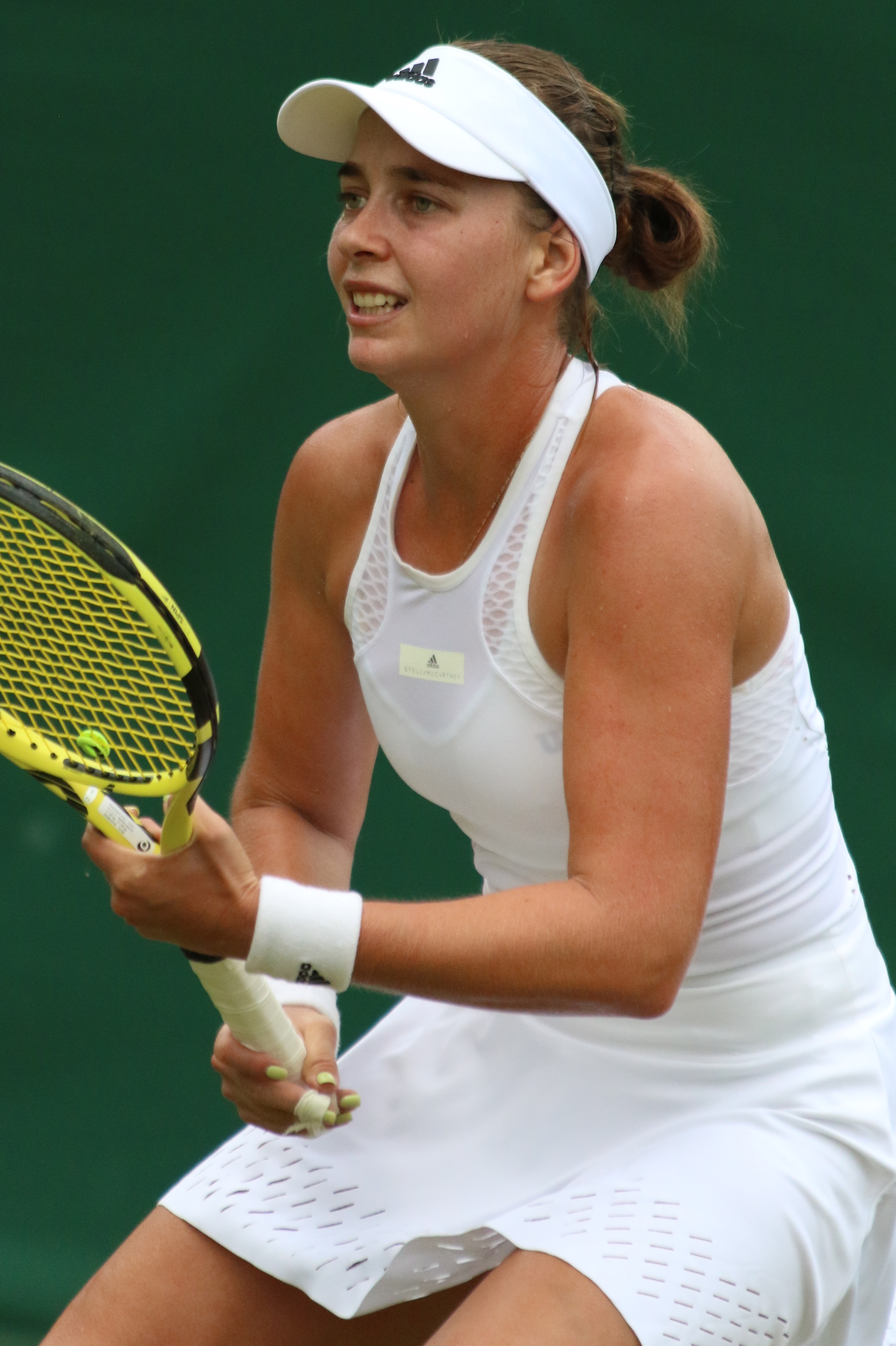
Хазанюк на квалификации Уимблдона-2019

Дениза Германовна Хазанюк (ивр. דניז חזניוק‎; род. 24 октября 1994, Ашкелон, Южный округ, Израиль) — израильская теннисистка.
Хазанюк имеет рекордный в карьере рейтинг WTA: 200 в одиночном разряде, достигнутый 11 июня 2018, и 445 в парном разряде, достигнутый 16 июня 2014. Она выиграла 21 титул в одиночном разряде и три титула в парном разряде на женской трассе ITF. В 2016 году Хазанюк выиграла чемпионат Израиля в одиночном разряде.

## Биография
Дениза Хазанюк родилась в Ашкелоне. Отец Герман Хазанюк — ортопед в медицинском центре Гилель Яффе, а мать Лариса — импортер теннисного оборудования. Оба иммигрировали в Израиль из Украины. Когда Денизе было четыре года, семья переехала в Нетанию. Младшая сестра Стефания Хазанюк — бывшая теннисистка, репортер на израильском канале «Спорт 5». Дениза была в отношениях с Яиром Нетаньяху, сыном бывшего премьер-министра Израиля Биньямина Нетаньяху.
В декабре 2016 года Хазанюк выиграла чемпионат Израиля в одиночном разряде в возрасте 22 лет, победив в финале Майю Тахан.
В мае 2019 года она победила 87-ю ракетку мира Мэдисон Бренгл на турнире ITF/USTA $100k в Чарльстоне, Южная Каролина.
Играя за команду Кубка Федерации Израиля, Хазанюк имеет рекорд побед и поражений 2–2, все в одиночном разряде.